# Chad Faust
Chad Faust (* 14. Juli 1980 in Victoria, British Columbia) ist ein kanadischer Schauspieler. In Deutschland wurde er durch seine Rolle als Kyle Baldwin in der Fernsehserie 4400 – Die Rückkehrer bekannt.
Faust wuchs im kanadischen Victoria auf. Er schreibt Drehbücher, führt Regie und produzierte bisher sechs Kurzfilme und einen Spielfilm. In We Ran Naked schildert er die Geschichte eines Autors, der im Schatten seines erfolgreichen ersten Romans lebt. Der Film wurde 1999 prämiert.
Faust hatte Gastauftritte in verschiedenen Fernsehserien, darunter in Smallville sowie in Still Life, außerdem war er in der Miniserie Taken von Steven Spielberg zu sehen. In der dritten Staffel der Fernsehserie Heroes wirkte er ebenfalls mit und spielte in zwei Folgen die Rolle des Soldaten Scott, an dem chemische Versuche zu Kriegszwecken durchgeführt werden.
Faust arbeitet auch als Musiker.

## Filmografie (Auswahl)
Spielfilme
- 2002: Bang, Bang, Du bist tot (Bang, Bang, You're Dead)
- 2002: All I Want (Try Seventeen)
- 2004: Saved! – Die Highschool-Missionarinnen
- 2005: Nearing Grace
- 2005: Tamara – Rache kann so verführerisch sein
- 2007: Descent
- 2009: Red & Blue Marbles
- 2020: Girl

Fernsehserien
- 2002: Taken
- 2003: Smallville, Episode 2.18
- 2004–2007: 4400 – Die Rückkehrer (The 4400)
- 2006: CSI: Miami, Episoden 5.07 und 5.11
- 2006: Skaterboys, Episode 1.02
- 2008: Heroes, Episoden 3.12, 3.13
- 2009: Trauma, zwei Episoden
- 2009: Cold Case, Episode 7.05
- 2011: Dr. House, Episode 7.16
- 2015: Motive, Episode 3.11